# Chaînon Georgina (Australie)
Pour l’article homonyme, voir Chaînon Georgina.
Le chaînon Georgina, en anglais Georgina Range, est un massif de montagnes situé au centre de l'Australie.

## Géographie
Il fait partie de la Central Desert Region dans le Territoire du Nord.

## Histoire
À 60 km au nord-est d'Alice Springs, il s'agit du point ultime atteint par l'expédition de Charles Harper, Barnard Clarkson et des frères Dempster en 1861 dans le Nord-Est de l'Australie.